# Patrick McCue
 Patrick Aloysius "Paddy" McCue (Petersham, Sydney, 24 de juny de 1883 - Sydney, 10 de setembre de 1962) va ser un jugador de rugbi a 15 i rugbi a 13 australià que va competir amb la selecció d'Austràlia a començaments del segle xx.
El 1908 va ser seleccionat per jugar amb la selecció d'Austràlia de rugbi a 15 que va prendre part en els Jocs Olímpics de Londres, on guanyà la medalla d'or. A la dècada de 1930 va ser entrenador del St. George Rugby Union Club.